# TOP500

Potência computacional total dos 500 sistemas computacionais mais poderosos do mundo, 1993–2014

O projecto TOP500 é um ranking dos 500 supercomputadores mais poderosos do mundo. Esta lista é compilada por:
- Hans Meuer, Universidade de Mannheim (Alemanha)
- Jack Dongarra, Universidade do Tennessee (Knoxville)
- Erich Strohmaier, NERSC/Lawrence Berkeley National Laboratory
- Horst Simon, NERSC/Lawrence Berkeley National Laboratory

O projecto iniciou-se em 1993 e publica uma lista atualizada a cada seis meses. A primeira atualização de cada ano é em junho, coincidindo com a International Supercomputer Conference, e a segunda em novembro na IEEE Supercomputer Conference.
Em 2018, Summit foi considerado o supercomputador científico mais poderoso e inteligente do mundo.